# Joe Tomane
Joseph M. Tomane, detto Joe (/toʊˈmæɲi/; Palmerston North, 11 febbraio 1990), è un rugbista a 13 e a 15 australiano, tre quarti centro dei Black Rams in Top League. A livello internazionale vanta 17 presenze con l'Australia.

## Biografia
Benché cresciuto nel rugby a 15, disciplina nella quale rappresentò l'Australia a livello scolastico, il primo contratto professionistico di Joe Tomane, nativo di Palmerston North in Nuova Zelanda ma abitante in Australia fin da quando aveva tre anni, fu nel rugby a 13 con i Melbourne Storm cui fece seguito, nel 2009, un ulteriore biennio al Gold Coast Titans (Queensland).
Nel 2011 passò al rugby a 15 nelle file dei Brumbies, franchise di Super Rugby di Canberra.
Nel 2012 debuttò negli Wallabies contro la Scozia a Newcastle in occasione del tour dei britannici nell'Emisfero Sud; nel 2013 raggiunse con i Brumbies la finale di Super Rugby, perdendola contro i neozelandesi Chiefs e fece pure parte della selezione australiana che affrontò i British Lions nel loro tour quadriennale.
Nel 2015 vinse, sempre con l'Australia, il Championship e successivamente fu convocato nella rosa per la Coppa del Mondo di rugby 2015 in Inghilterra, in cui la squadra giunse fino alla finale poi persa contro la Nuova Zelanda.
Dopo la competizione mondiale fu invitato nei Barbarians assieme ad alcuni suoi connazionali per una serie di incontri di fine anno contro Gloucester e Argentina.

## Palmarès
- Pro14: 2
Leinster: 2018-19, 2019-20